# Fibroblasts associats al càncer
Els Fibroblasts associats al càncer (Cancer-Associated Fibroblasts, CAFs) són una població de fibroblasts activats que es troben en el microambient tumoral. A diferència dels fibroblasts normals, els CAFs adquireixen característiques que afavoreixen la progressió tumoral, la metàstasi i la resistència terapèutica.

## Característiques i origen
Els CAFs poden originar-se a partir de fibroblasts locals, cèl·lules mesenquimals derivades de la medul·la òssia, cèl·lules endotelials o periciócits mitjançant processos de transdiferenciació. Factors com TGF-β, PDGF, hipòxia i senyals inflamatòries promouen la seva activació.

## Funcions en el microambient tumoral
Els fibroblasts associats al càncer exerceixen múltiples funcions que impacten el desenvolupament tumoral:
- Remodelació de la matriu extracel·lular, incrementant la rigidesa del teixit tumoral.[2]
- Secreció de factors de creixement, citocines i quimiocines que afavoreixen la proliferació de cèl·lules tumorals i la immunosupressió local.[2][3]
- Inducció de l’angiogènesi i facilitació de la metàstasi mitjançant la promoció de vies de migració cel·lular.[3]

## Heterogeneïtat i plasticitat
Els CAFs són una població altament heterogènia, amb diferents subtipus que poden tenir funcions prò- o antitumorals depenent del context tumoral i dels estímuls de l’entorn. Aquesta plasticitat representa un repte per al desenvolupament de teràpies dirigides contra ells.

## Implicacions terapèutiques
La modulació dels CAFs o la seva reprogramació funcional s’estudia com una estratègia prometedora per millorar l’eficàcia de les teràpies contra el càncer. Algunes aproximacions inclouen la inhibició de factors de creixement secretats pels CAFs o la destrucció selectiva de subpoblacions pro-tumorals.